# Administration des douanes et accises (Luxembourg)
Pour les articles homonymes, voir Administration des douanes et accises.
L'Administration des douanes et accises, abrégée en ADA, est une administration publique et fiscale chargée du service des douanes au Luxembourg. Elle est rattachée au ministère des Finances.
Le siège central de l'administration se situe au 22 rue de Bitbourg, à Luxembourg.

## Organisation
Il existe plusieurs bureaux de douanes répartis dans tout le pays avec des fonctions différentes:
- Le Bureau des douanes et accises de l'aéroport de Luxembourg-Findel.
- Le Bureau des douanes et accises du Centre de tri postal de Bettembourg.
- Le Bureau des douanes et accises d'Esch-sur-Alzette.
- Le Centre douanier Luxembourg-Howald.
- Le Centre douanier Est, situé à Grevenmacher
- Le Centre douanier Nord, situé à Diekirch.
- La Recette Centrale des douanes et accises, situé à Luxembourg-Ville.
- Le centre des Recettes autos, situé à Mersch.

## Cadre juridique
Le cadre juridique applicable à l'Administration des douanes et accises et à l'exercice de ses fonctions est rassemblé au sein du recueil dénommé « Douanes et Accises ». Ce recueil rassemble la majorité des traités internationaux, textes de l'Union européenne, lois et règlements grand-ducaux et ministériels qui lui sont applicables.

## Moyens

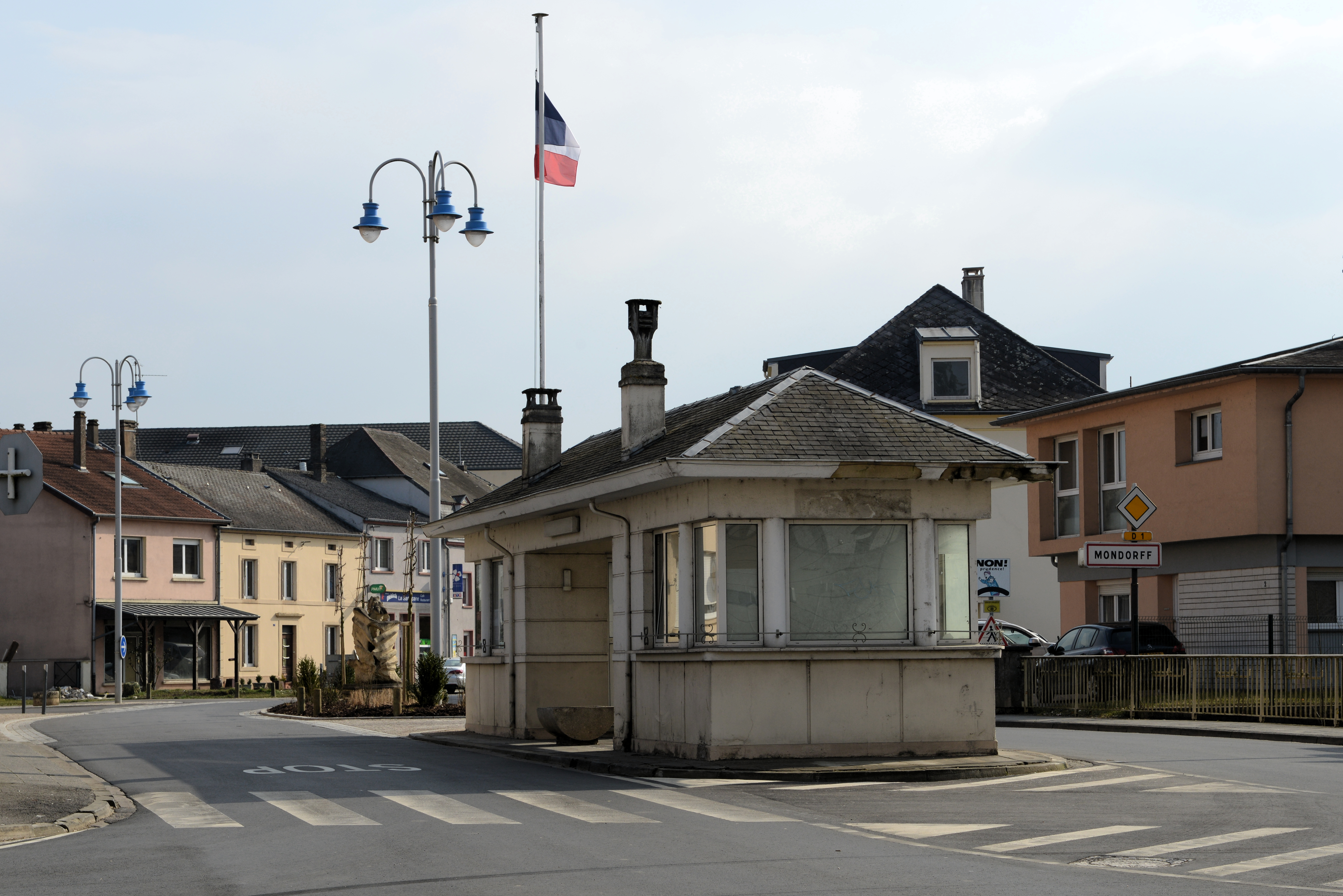
Ancien poste-frontière à Mondorf-les-Bains, à la frontière française.

À l'exception de l'Aéroport Findel, il n'existe plus de poste-frontière en activité au Grand-Duché de Luxembourg depuis l'application de la libre circulation des biens et des personnes du fait de l'Espace Schengen. Les contrôles ne se font à présent qu'à l'aéroport, respectivement à l'intérieur du pays à l'aide de patrouilles mobiles.

### Personnel

#### Formation
La formation spéciale des fonctionnaires stagiaires de l'Administration des douanes et accises porte sur les matières suivantes :
| Carrière | Matières                                     | Heures |
| -------- | -------------------------------------------- | ------ |
| A        | Législation douanière                        | 100    |
| A        | Législation accisienne                       | 100    |
| A        | Contentieux                                  | 100    |
| A        | Armement et sécurité personnelle             | 360    |
|          |                                              |        |
| B1       | Organisation et généralités                  | 630    |
| B1       | Législation fiscale I - B1                   | 630    |
| B1       | Législation fiscale II - B1                  | 630    |
| B1       | Mesures non-fiscales et divers I - B1        | 630    |
| B1       | Mesures non-fiscales et divers II - B1       | 630    |
| B1       | Attributions sécuritaires: Transport         | 630    |
| B1       | Attributions sécuritaires: Environnement/ITM | 630    |
| B1       | Attributions sécuritaires: Santé et divers   | 630    |
| B1       | Contentieux                                  | 630    |
| B1       | Armement et sécurité personnelle             | 360    |
|          |                                              |        |
| D1       | Organisation et généralités                  | 450    |
| D1       | Législation fiscale I - D1                   | 450    |
| D1       | Législation fiscale II - D1                  | 450    |
| D1       | Mesures non-fiscales et divers I - D1        | 450    |
| D1       | Mesures non-fiscales et divers II - D1       | 450    |
| D1       | Attributions sécuritaires: Transport         | 450    |
| D1       | Attributions sécuritaires: Environnement/ITM | 450    |
| D1       | Attributions sécuritaires: Santé et divers   | 450    |
| D1       | Contentieux                                  | 450    |
| D1       | Armement et sécurité personnelle             | 360    |

Il est à noter que la formation « Armement et sécurité personnelle » est commune à toutes les carrières et que cette formation est essentielle pour l'exercice des attributions à la fois fiscales et sécuritaires.

### Véhicules

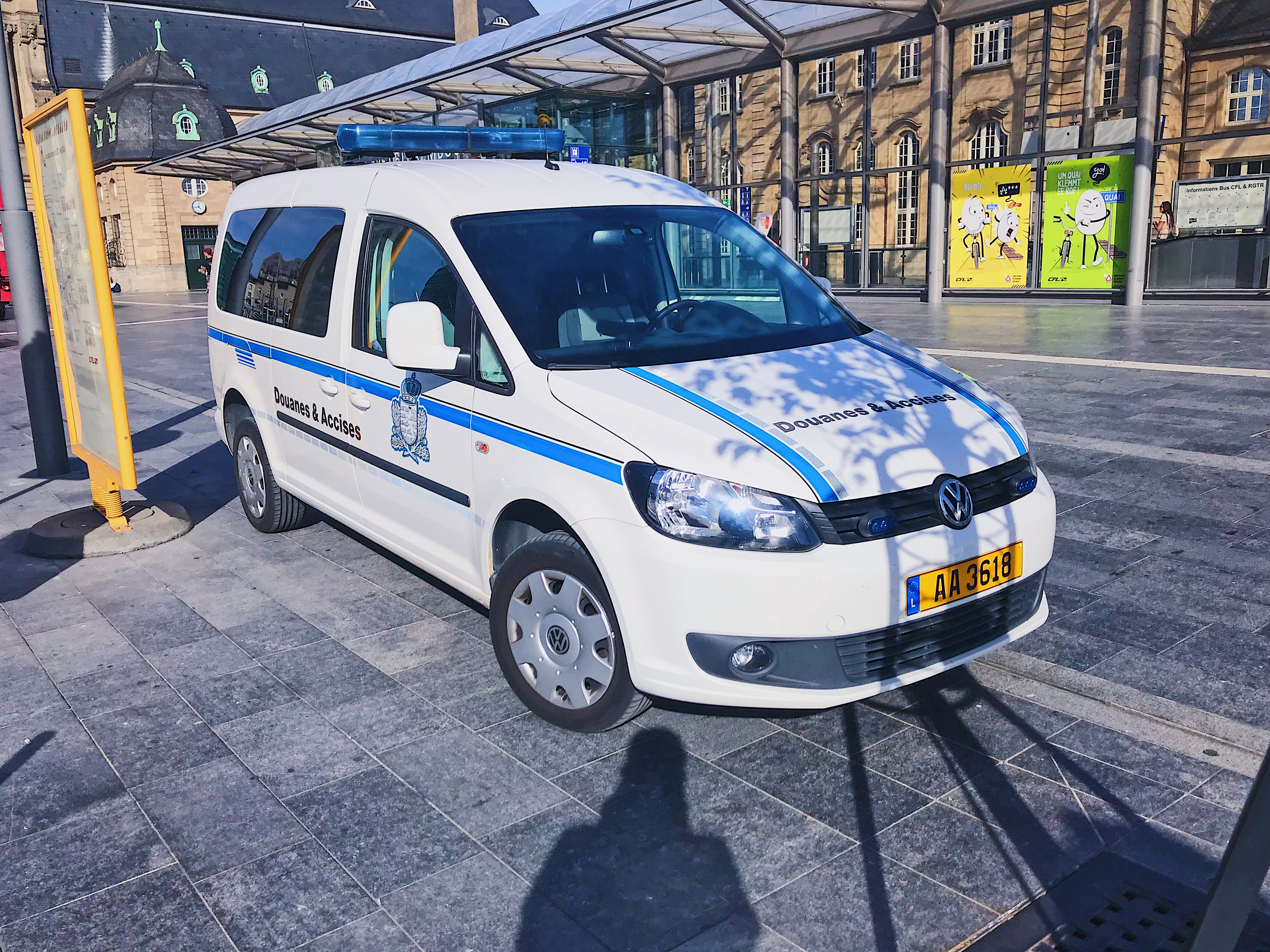
Un Volkswagen Caddy des douanes.

#### Grades
| Carrière | Grade                                      | Insigne                                                            |
| -------- | ------------------------------------------ | ------------------------------------------------------------------ |
| A1       | Directeur                                  | Deux barrettes et deux étoiles entourées de deux feuilles de chêne |
| A1       | Directeur adjoint                          | Deux barrettes et une étoile entourées de deux feuilles de chêne   |
| A1       | Auditeur 1ère classe                       | Une barrette et deux étoiles entourées de deux feuilles de chêne   |
| A1       | Auditeur                                   | Une barrette et deux étoiles entourées de deux feuilles de chêne   |
| A1       | Auditeur adjoint                           | Une barrette et une étoile entourées de deux feuilles de chêne     |
| A1       | Attaché douanier principal                 | Une barrette et une étoile entourées de deux feuilles de chêne     |
| A1       | Attaché douanier                           | Une barrette entourée de deux feuilles de chêne                    |
| A1       | Attaché douanier stagiaire                 | Une barrette entourée de deux feuilles de chêne                    |
|          |                                            |                                                                    |
| A2       | Commissaire douanier 1ère classe           | Deux étoiles entourées de deux feuilles de chêne                   |
| A2       | Commissaire douanier principal 1er en rang | Deux étoiles entourées de deux feuilles de chêne                   |
| A2       | Commissaire douanier principal             | Une étoile entourée de deux feuilles de chêne                      |
| A2       | Commissaire douanier                       | Une étoile entourée de deux feuilles de chêne                      |
| A2       | Commissaire douanier adjoint               | Deux feuilles de chêne                                             |
| A2       | Commissaire douanier adjoint stagiaire     | Deux feuilles de chêne                                             |
|          |                                            |                                                                    |
| B1       | Inspecteur principal 1er en rang           |                                                                    |
| B1       | Inspecteur principal                       |                                                                    |
| B1       | Inspecteur                                 |                                                                    |
| B1       | Contrôleur en chef                         |                                                                    |
| B1       | Contrôleur adjoint                         |                                                                    |
| B1       | Rédacteur principal                        |                                                                    |
| B1       | Rédacteur                                  |                                                                    |
| B1       | Rédacteur stagiaire                        |                                                                    |
|          |                                            |                                                                    |
| D1       | Vérificateur principal                     |                                                                    |
| D1       | Vérificateur                               |                                                                    |
| D1       | Vérificateur adjoint                       |                                                                    |
| D1       | Brigadier-chef                             |                                                                    |
| D1       | Brigadier principal                        |                                                                    |
| D1       | 1er Brigadier                              |                                                                    |
| D1       | Brigadier                                  |                                                                    |
| D1       | Brigadier stagiaire                        |                                                                    |

## Culture
Le personnel de l'Administration des douanes et accises s'engage au sein de deux associations à vocation culturelle. D'une part, le groupe de musique « Douane's Musek » représente l'Administration lors d'événements musicales, d'autre part, le musée des douanes s'occupe de la gérance et de la présentation de son patrimoine historique.